# Gichū-ji
 (juin 2022).
Si vous disposez d'ouvrages ou d'articles de référence ou si vous connaissez des sites web de qualité traitant du thème abordé ici, merci de compléter l'article en donnant les références utiles à sa vérifiabilité et en les liant à la section « Notes et références ».
Gichū-ji (義仲寺) est un temple bouddhiste de l'école Tendai situé dans la ville d'Ōtsu, Préfecture de Shiga, Japon. La tombe du seigneur de guerre de la fin de la période Heian, Kiso Yoshinaka, et du poète de la période Edo, Matsuo Bashō. En 1967, l'enceinte du temple est désignée site historique national.

## Histoire
La fondation comme le nom originel du temple ne sont pas connus. Le nom de Gichū-ji vient de la lecture japonaise d'un texte en écriture han ou kanbun du nom de Kiso Yoshinaka ; celui-ci était cousin de Minamoto no Yoritomo et deviendra son rival pour vaincre le clan Taira lors de la guerre de Genpei. Il trouve la mort à la bataille d'Awazu dans la province d'Ōmi (intégrée aujourd'hui à Ōtsu) et a été enterré près du lieu de la bataille dans un tertre planté d'un kaki japonais. Son épouse, Tomoe Gozen a été emmenée à Kamakura après sa capture et a été forcée d'épouser l'un des généraux de Yoritomo, Wada Yoshimori. Elle était la mère d'Asahina Yoshihide. Après la destruction du clan Wada lors d'un coup d'État qui s'est déroulé en 1203, elle s'est enfuie à Fukumitsu, Toyama, où elle est devenue nonne. Le reste de sa vie n'est pas véritablement connu mais on dit qu'elle a vécu jusqu'à l'âge de 91 ans, et il est vraisemblable que sa tombe se trouve dans ce qui est maintenant Nanto, Toyama ; toutefois certains place sa tombe à Yokosuka, Kanagawa, Kiso, Nagano et Jōetsu, Niigata. Selon l'histoire orale et mémorielle de Gichū-ji, Tomoe Gozen est venue à cet endroit une fois nonne et y a établi un petit ermitage qu'elle a nommé "l'ermitage de la femme sans nom". Elle aurait vécu à cet endroit jusqu'à sa mort et de cet ermitage naîtra Gichū-ji. Pour finir, un monument en pierre hōkyōintō a été érigé à la place du tumulus d'origine. Le temple tomba en ruine durant la période Muromachi, mais fut repris par le shugo de la province d'Ōmi, Rokkaku Yoshikata en 1553, dépendant du temple de Mii-dera durant la période Edo. Le maître de haïku Matsuo Bashō a souvent séjourné dans ce temple et, dans son testament, a demandé que sa tombe soit placée à côté de la tombe de Yoshinaka. 
Après la Seconde Guerre mondiale, le temple, qui n'est plus entretenu est menacé de destruction ; heureusement, il a été acheté par un philanthrope privé, qui a également créé une fondation pour son entretien et sa maintenance.

## Galerie

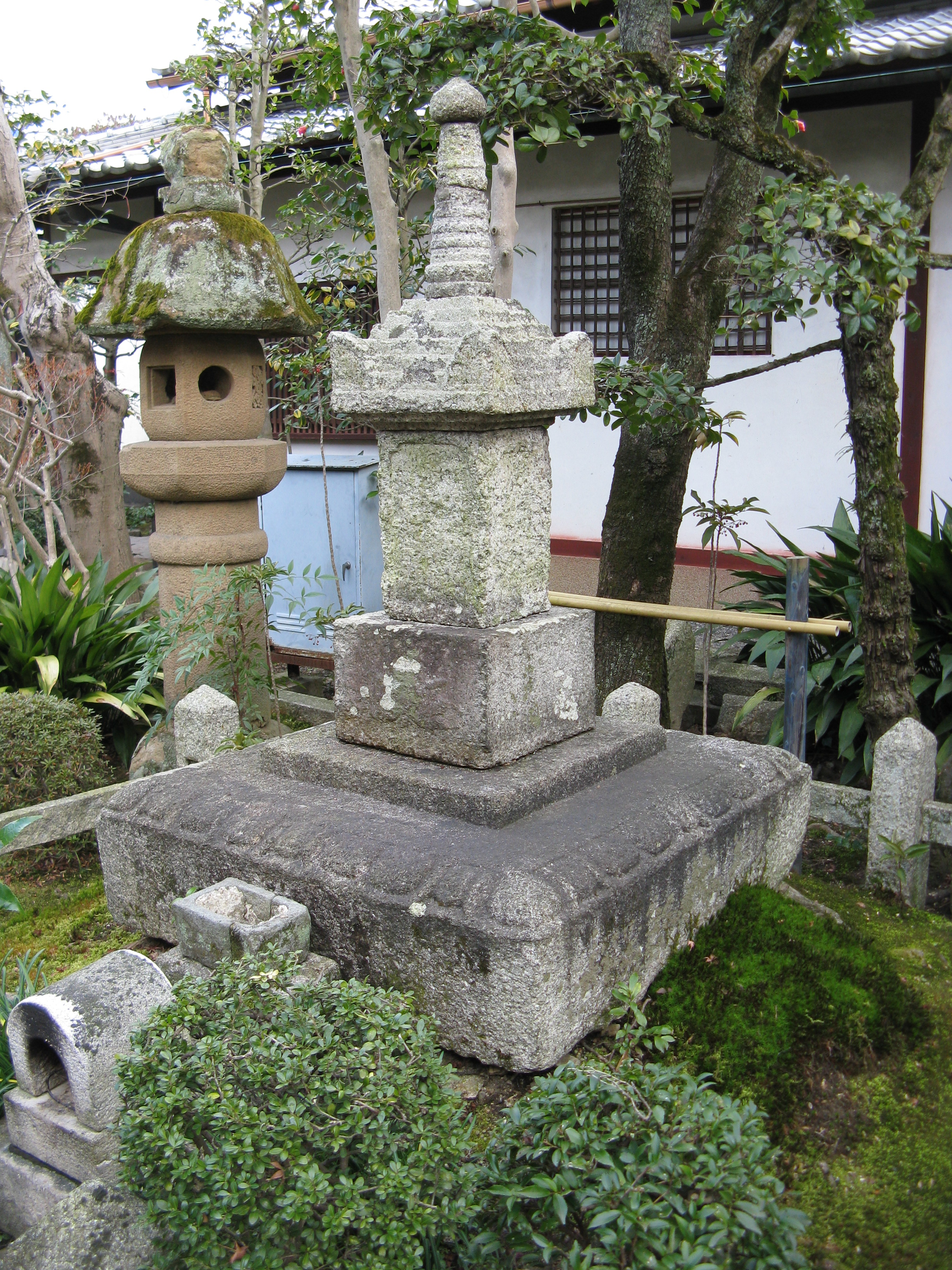
Tombe de Kiso Yoshinaka
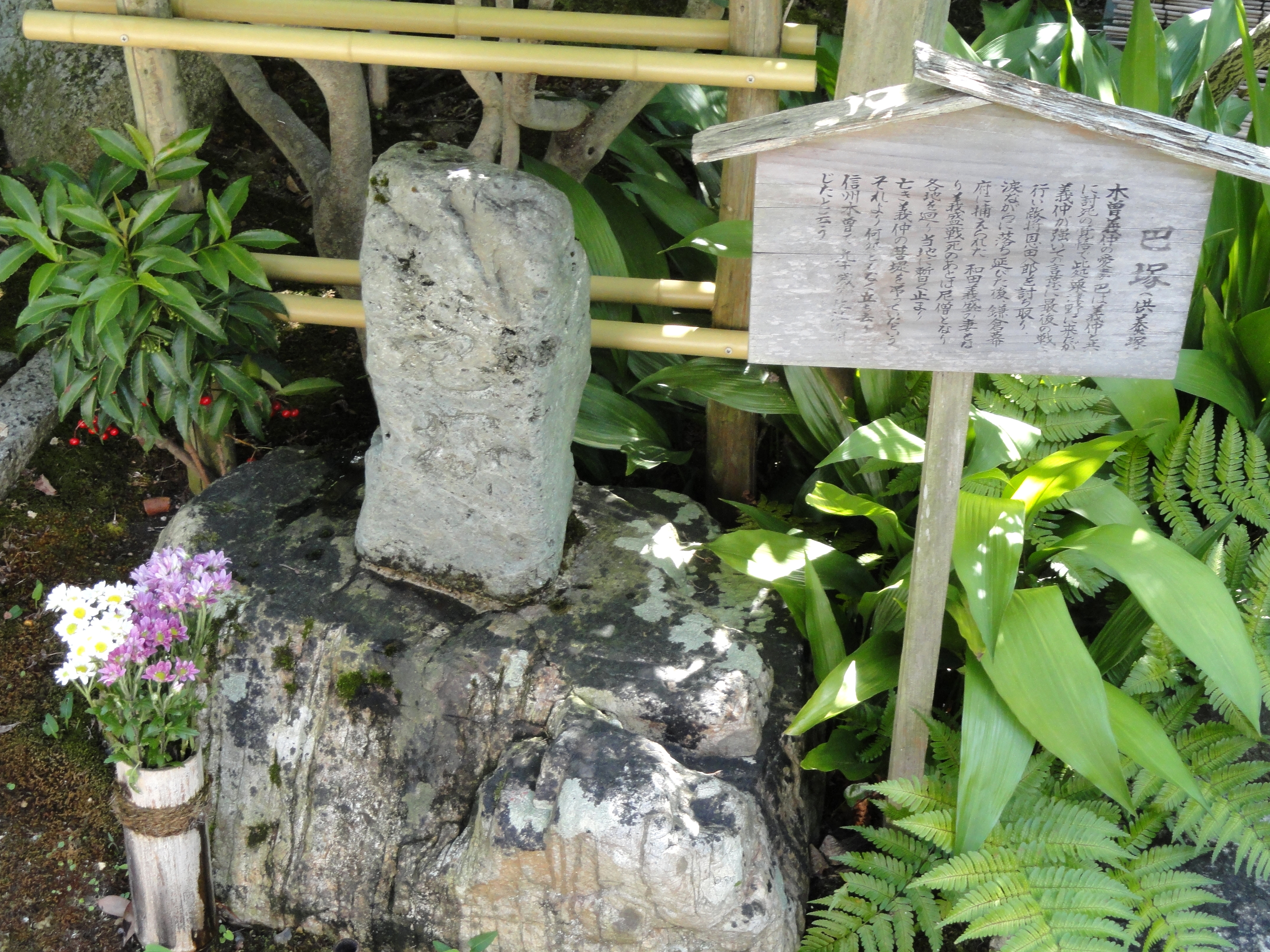
Tombe de Tomoe Gozen
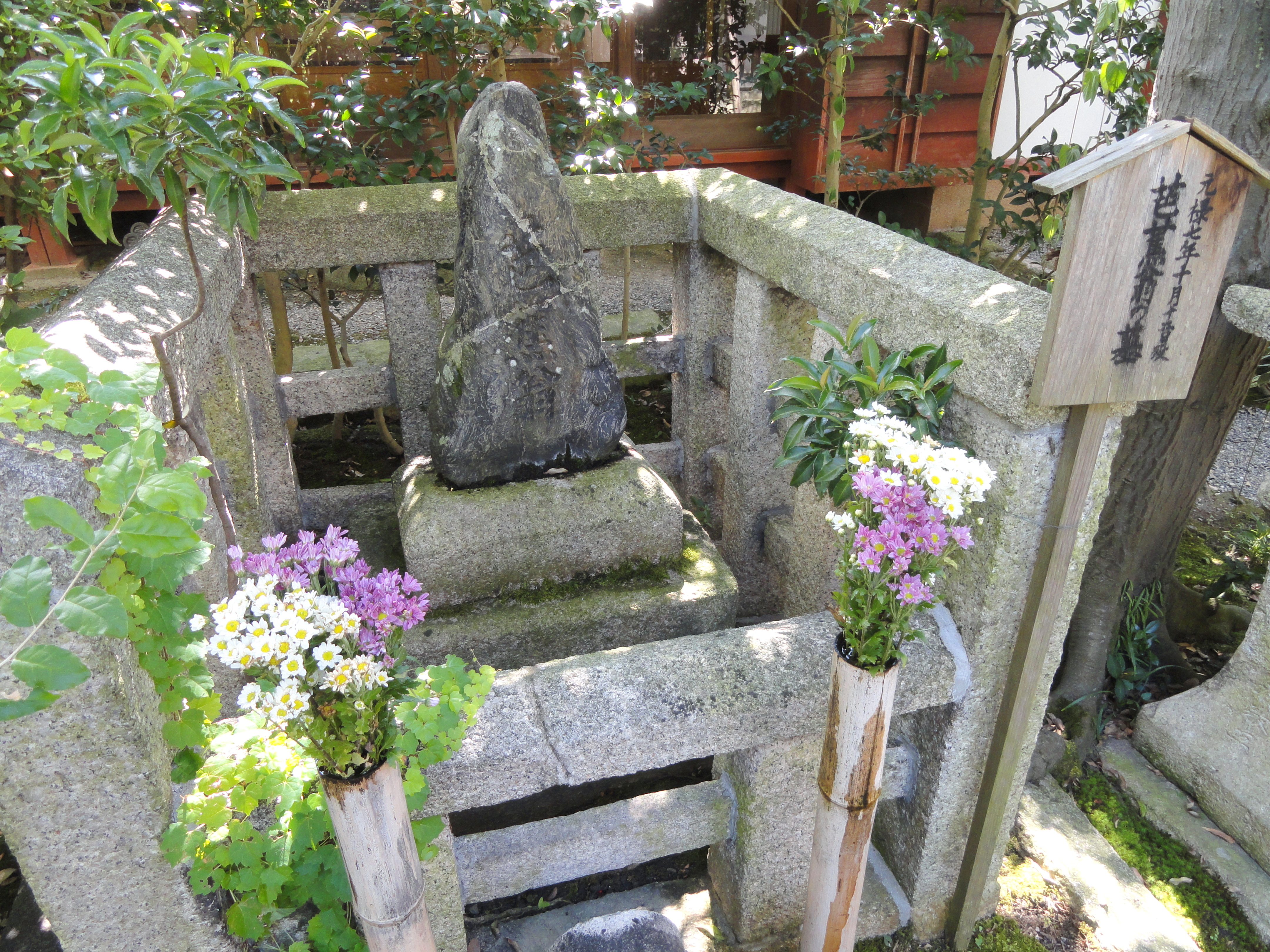
Tombe de Matsuo Basho
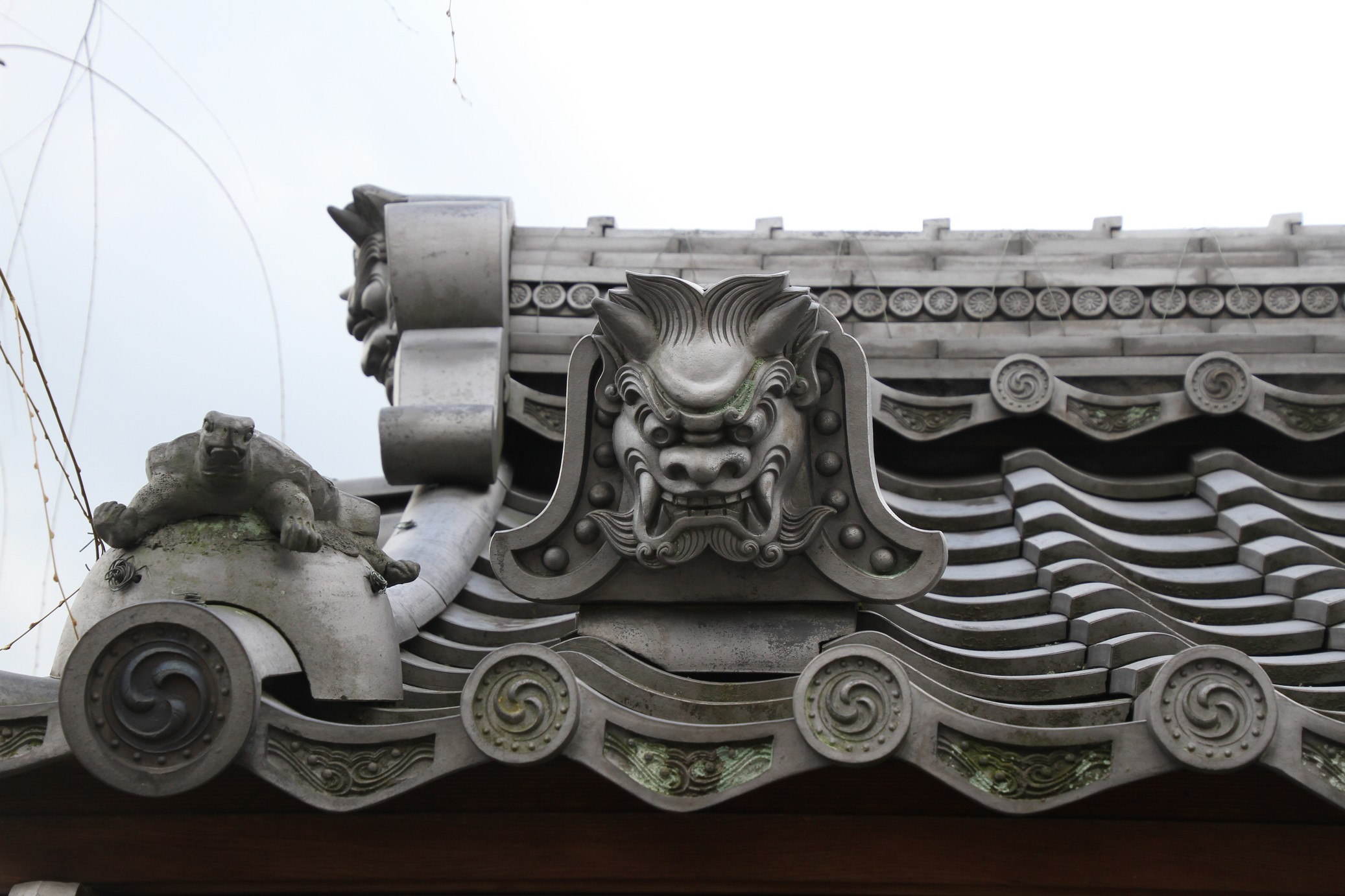
Un onigawara

## A découvrir
Le temple possède un petit musée avec des expositions sur Kiso Yoshinaka et Matsuo Basho. 

## Accès

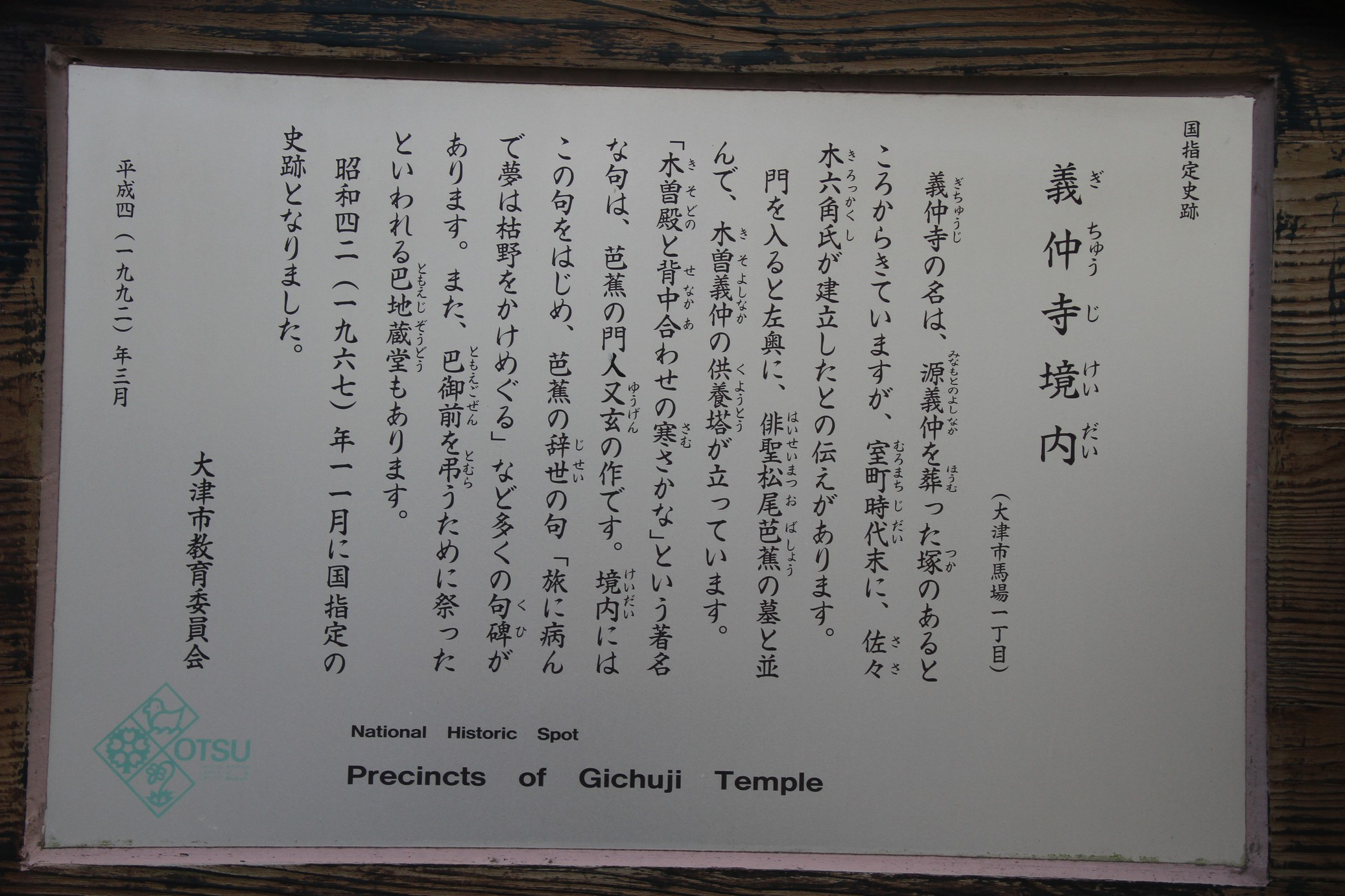
Site national d'intérêt historique

Ce temple se trouve à sept minutes à pied de la gare de Zeze sur la ligne JR West Biwako ou sur la ligne Keihan Electric Railway Ishiyama Sakamoto. 